# 迭戈·阿曼多·马拉多纳球场
迭戈·阿曼度·馬勒當拿球场（義大利語：Stadio Diego Armando Maradona）是位於意大利那不勒斯西郊Fuorigrotta的一座多用途體育場，原名圣保罗球场。馬勒當拿球場是意大利容量第三大的足球場，僅次於聖西羅球場和羅馬奧林匹克體育場。目前马拉多纳球場多被用來舉辦足球比賽，是意甲球隊那不勒斯足球俱樂部的主場球場。體育場建於1959年，在1989年進行了大規模改建，以舉辦1990年世界杯足球賽。在1990年世界杯期間，马拉多纳球場舉辦了包括意大利對阿根廷的半決賽在內的四場比賽。
那不勒斯市議會曾要求將聖保羅球場改名為馬拉多納球場，以紀念其幫助那不勒斯贏得1987年和1990年的意甲冠軍。但因意大利法律規定不得用去世10年以內的人名作為公共建築名稱而被否決。不過在馬拉多納去世後，那不勒斯市政府依然启动更名程序。於2020年12月5日那不勒斯政府和議會通過表決，把聖保羅球場改名為「迭戈·阿曼度·馬勒當拿球场」
。

## 2018–2019年翻修

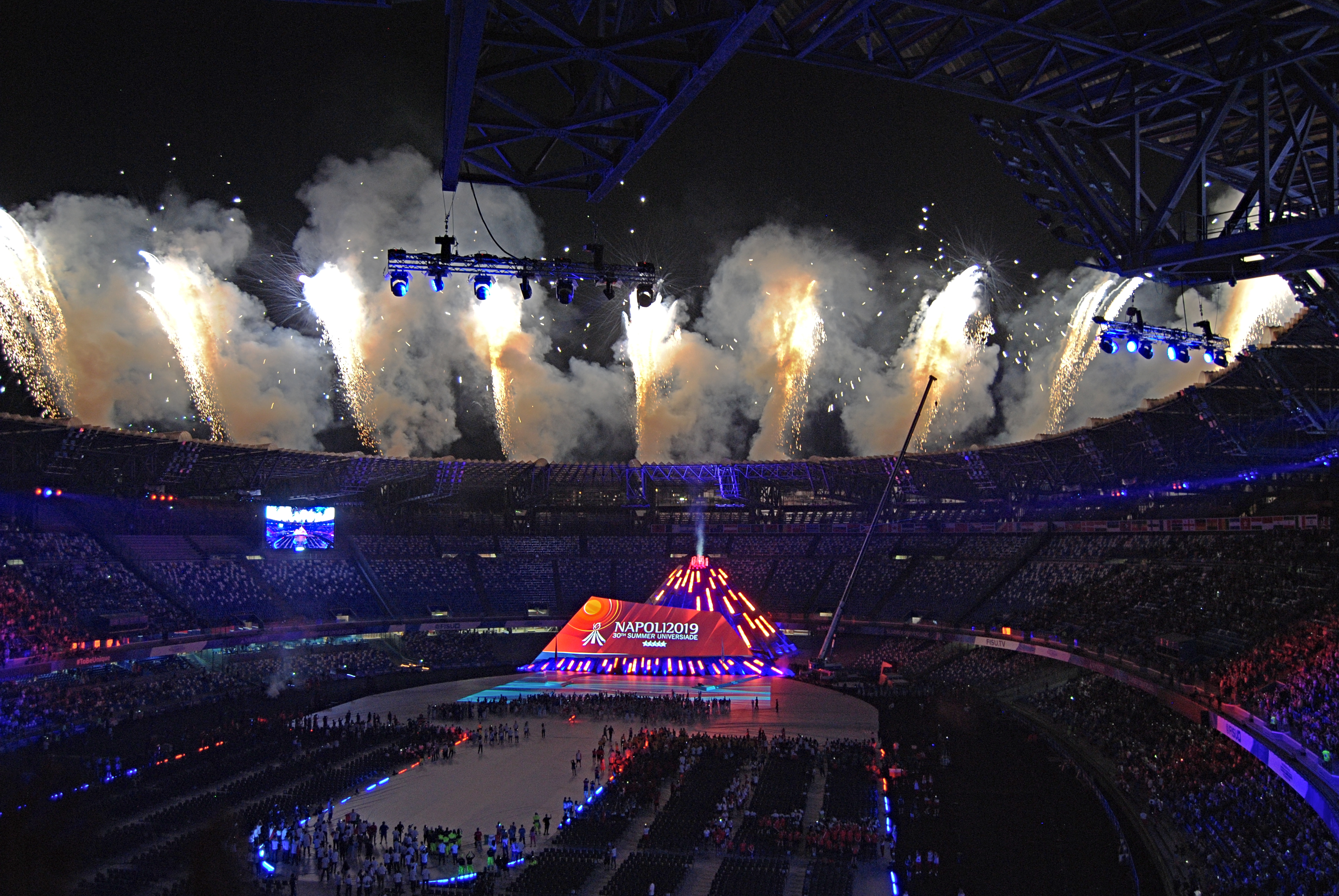
2019年夏季世界大學運動會開幕典禮

體育場為了2019年夏季世界大學運動會進行翻修，項目包括座椅、圍欄和玻璃欄杆。體育場的容量從60240人減至55000人.。世大運的開幕典禮和田徑賽事於此舉行。